# Галимжанов, Файзулла Галимжанович
Файзулла Галимжанович Галимжанов (каз. Файзұлла Ғалымжанов, 1891—1942) — активист Алаш-Ордынского движения, казахский просветитель.

## Биография
Родился в 1891 г. в ауле № 1 Аксаринской волости Кокчетавского уезда. Сын кустаря: кузнеца-слесаря-плотника.  Его предками до седьмого колена были — Галимжан (отец), Дана (дед), Бижан (прадед), Елшибай (прапрадед), Нурмагамбет, Жакай, Куттыкадам.
В 1906 году Галимжанов поступил в аульную школу. После смерти его сестры, Гайни-Камал, и его матери Кадиши, по настоянию её близкого родственника и односельчанина — депутата Государственной Думы первого и второго созывов Шаймардана Кошегулова, отец отвёз его вместе со старшим братом Галиуллой и младшим Газизуллой, в город Троицк. В Троицке Файзулла продолжил обучение в русско-киргизском двухклассном училище, при котором был интернат. В летнее время Галимжанов либо батрачил, либо работал на торфяном производстве братьев Яушевых.

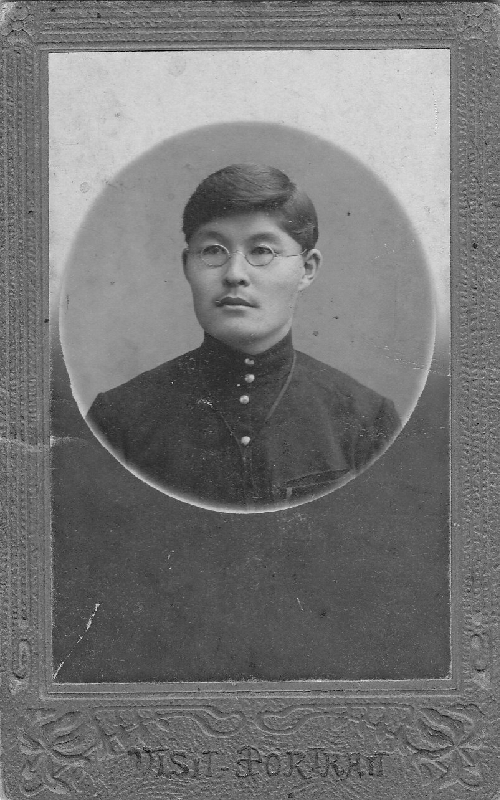

В 1912 году, выдержав конкурсные испытания, поступил в русско-киргизскую четырёхгодичную учительскую школу в Оренбурге, учреждённую Ибраем Алтынсариныим. 20 мая 1916 года окончил её.
В 1916 году был издан Царский Указ о мобилизации туземцев на тыловые работы. Этот указ привёл к восстаниям в Тургайской, Акмолинской, Семиреченской областях. На усмирение и разгром были направлены десятки тысяч солдат с артиллерией и пулемётами. Газета «Қазақ» призывала народ не противиться мобилизации на тыловые работы во избежание насильственных действий со стороны правительства. Сотни тысяч казахов Семиречья и киргизов Иссык-куля бежали в Кашгарию и Восточный Туркестан, а в Тургайской области Амангельды Иманов продолжил воевать и после революции. В 1916 году для работы в инородческом отделе, созданном по ходатайству Алихана Бокейханова, и им же возглавленном, была мобилизована студенческая молодежь. В числе этой молодежи был и Галимжанов Файзулла, весной 1917 выехал в Минск и работал, в тылу Западного фронта, под началом Алихана Бокейханова и Миржакупа Дулатова. Вместе с печатавшимся в газете «Қазақ» с 1913 года Хайретдином Болганбаевым, проехав через революционный Петроград и Москву вернулся в Оренбург.
Вернувшись, Файзулла Галимжанов учительствовал в мергенской аульной школе Актюбинского уезда.
14.09.1917 г. Советом Крестьянских, Киргизских, Солдатских и Рабочих депутатов Тургайской области Файзулла Галимжанов избран в Областной Исполнительный Комитет от Тургайского уезда (Алматы, ЦГМ РК — КП3064), где работал заместителем председателя.
Работал в главном печатном органе партии Алаш и Алаш-Орды — оренбургской газете «Қазақ».
14.11.1917 г., наряду с лидерами Алашского движения, Файзулла Галимжанов подписал известное антибольшевистское воззвание в газете «Қазақ».
5-13 декабря 1917 г. в Оренбурге состоялся Второй Всеказахский съезд. Файзулла Галимжанов один из его организаторов.
14.12.1917 г. — Файзулла Галимжанов в числе 12 подписавших воззвание в газете «Бирлик Туы» (№ 17) о помощи голодающим жертвам разгрома восстания в Жетісу.
21 марта — 3 апреля 1918 г., Галимжанов делегат первого Тургайского областного съезда Советов, состоявшегося в г. Оренбург, где был избран членом ЦИК от Кустанайского уезда (Архив Президента РК, фонд 139, опись 1, дело 33, л.4 / l Тургайский областной съезд Советов. Протоколы. Алма-Ата-Москва. 1936. стр. 146.)
С осени 1918 г. служил в командном составе 2-го Алаш-Ордынского конного полка — казначеем, фактически исполняя и интендантские функции. Спустя 2-3 месяца уехал в г. Костанай, где служил в уездной земской управе. Весной 1919 г. Файзулла Галимжанов уволился, и выехал в Кокчетавский уезд, но на станции Троицк был арестован казачьим генералом Оренбургского военного управления, Зулкарнай Дашкиным. Просидел сначала на гауптвахте, а потом и в тюрьме, 89 дней.
Осенью 1919 г. Файзулла Галимжанов добрался до родного аула, где проживал без работы до ликвидации колчаковского фронта, после чего поступил в Кокчетавский уездный отдел народного образования на работу заведующим подотделом национальных меньшинств.
Летом 1920 г. Галимжанов одним из двух казахов был избран членом Кокчетавского Уездного Исполкома (Архив Президента РК, Биографическая справка № 0605/59 от 05.06.2008 г.). Был делегирован от Кокчетавского уезда на первый (Учредительный) всекиргизский съезд советов 4-12 октября 1920 г. в Оренбурге, где был избран членом КирЦИКа.
Остался в Оренбурге, где возобновил преподавательскую деятельность на русско-киргизских педагогических курсах. Был членом разных исполкомов, в том числе КЦИК. С 1920 г. член профсоюза.
4-10 октября 1921 г. Ф.Галимжанов — делегат 2-го всекиргизского съезда советов в Оренбурге (ЦГА в г. Алматы, фонд 5, опись 2, дело 105, л.58/п.40 и л./66).
С 1922 г. Файзулла Галимжанов преподавал в КирИнПрос(КазИнПрос) в г. Ташкенте (Ташкент ЦГАРУ Ф −372. Опись 1.Дело 48. Л. 222). В этом же году он выпустил в Туркестанском Госиздате первый календарь, где месяцы были обозначены по-казахски. Сотрудничал в редакции ташкентской газеты «Ақ жол» размещавшейся по адресу пр.К.Маркса 11. Тогда же вышел из печати его задачник по арифметике на казахском языке, и в 1924 г. перевод классического учебника по геологии британского профессора Арчибальда Гейки. Учился на курсах в Москве в литературном институте им. Брюсова (фото из ЦГА Кинофотодокументов, архив № 2, индекс 112750, Алматы, пр. Абай 39). C 1924 г. член секции научных работников профсоюза работников высшей школы и научных учреждений. Даже известно, что по состоянию на август 1924 г. его оклад в КазИнПросе составлял 100 рублей 50 копеек.
С начала организации в 1930 г. по 1934 г. Файзулла Галимжанов преподавал в Среднеазиатском Зооветтехникуме (Сарыагашский район ЮКО) в поселке Капланбек как и Хайретдин Болганбаев, — фото «1 выпуск в Ср. Азии техников-технологов молочной Промышленности — 1 января 1933 г./ Аз. Учебн. Исследов. комбинат овцеводства» и «2-й выпуск Зоотехников-Овцеводов Казакстанского Государственного института Овцеводства им. Исаева- 1933 г.», св-во о рождении Гульзады Галимжановой 1931 г.

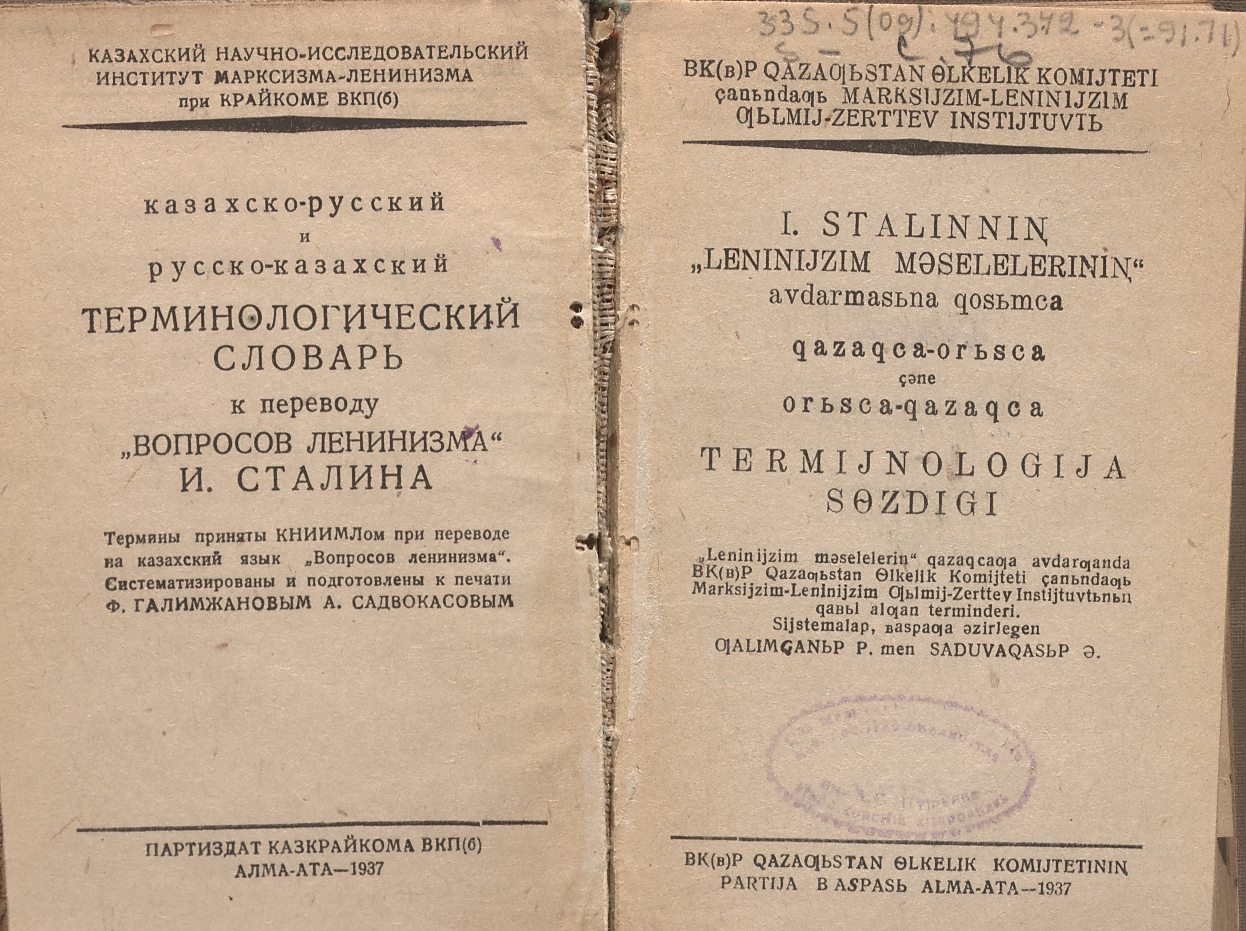
Казахско-русский, русско-казахский Терминологический словарь к переводу «Вопросов Ленинизма» И. С. Сталина

В 1934 г. работал в бурненском ПромУчХозе (п. Бурное, Джамбульской обл.).
21.08.1934г приказом по Казпединституту № 118 зачислен преподавателем казахского языка, и. о. доцента (ЦГА в г. Алматы, фонд 1142.опись 1.дело 19, л.74; дело 29 л. 200; дело 30, л. 131, 164, 255; фонд 11402 .опись 1.дело 22 л. 240;). C 1935 г. член профсоюза работников высшей школы и научных учреждений.
Проживал в г. Алма-Ата по адресу ул. Пролетарская д. 12 (впоследствии переименовано в д. 30 по ул. Зенкова). Занимался переводческой деятельностью. В 1937 году вышел из печати Казахско-русский и русско-казахский терминологический словарь к переводу «Вопросов Ленинизма» И. Сталина. Термины принятые КНИМЛом при переводе на казахский язык систематизированы и подготовлены к печати совместно Ф. Галимжановым и А. Садвокасовым. Ещё в 1936 году вокруг издания перевода «Вопросов Ленинизма» огромным по меркам Алма-Аты, более чем 100 тысячным тиражом, с которым смогли справиться только московские типографии, развернулась оживлённая переписка между КНИМЛ, госиздатом, ЦК. Борьба за гонорары (мелькали суммы около 5000 рублей) и длительные командировки переводчиков в Москву, по-видимому вызвала зависть и наветы. Припомнили и прошлые Алаш-ординские заслуги.

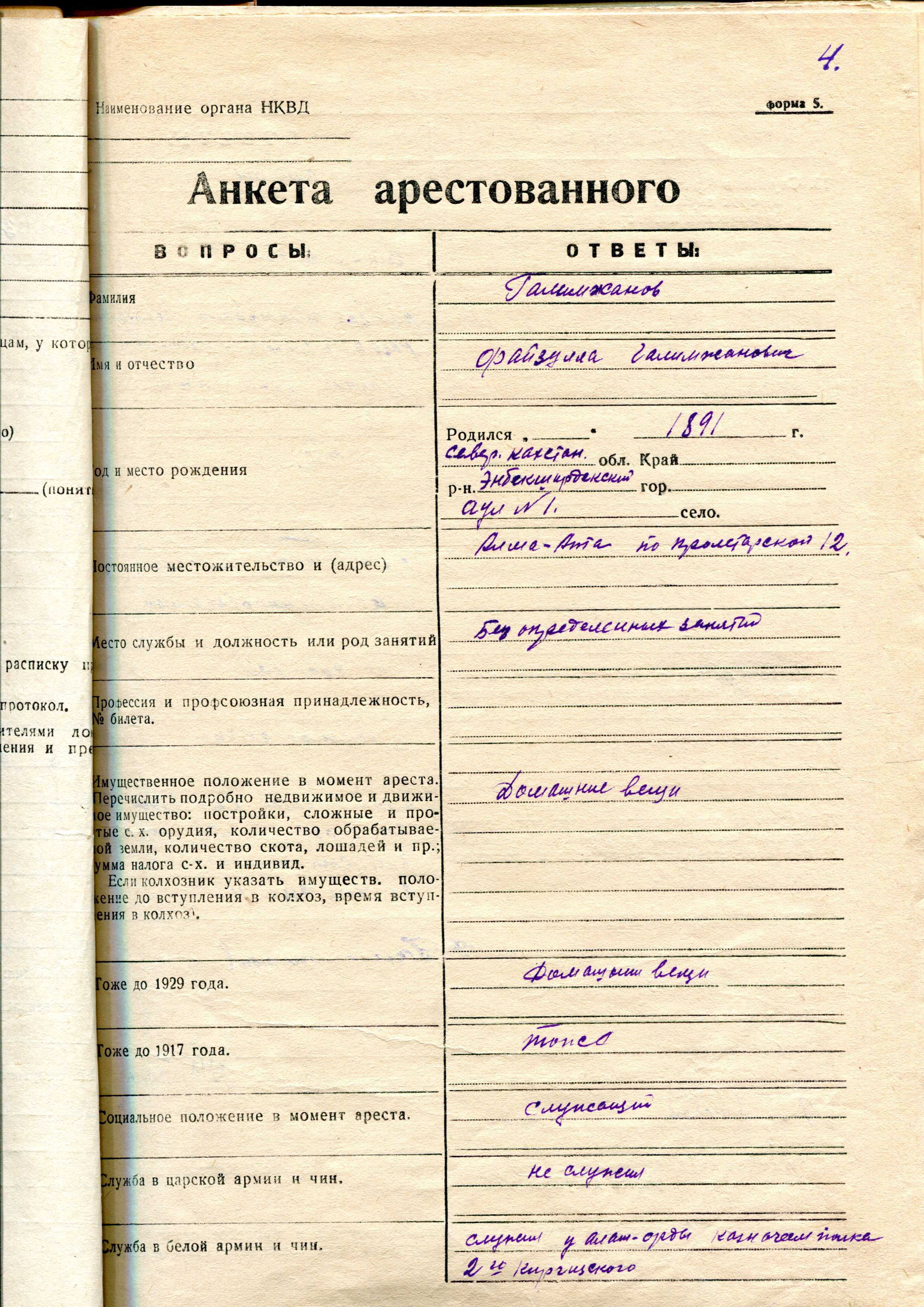
Анкета арестованного 09.12.1937 1-я страница

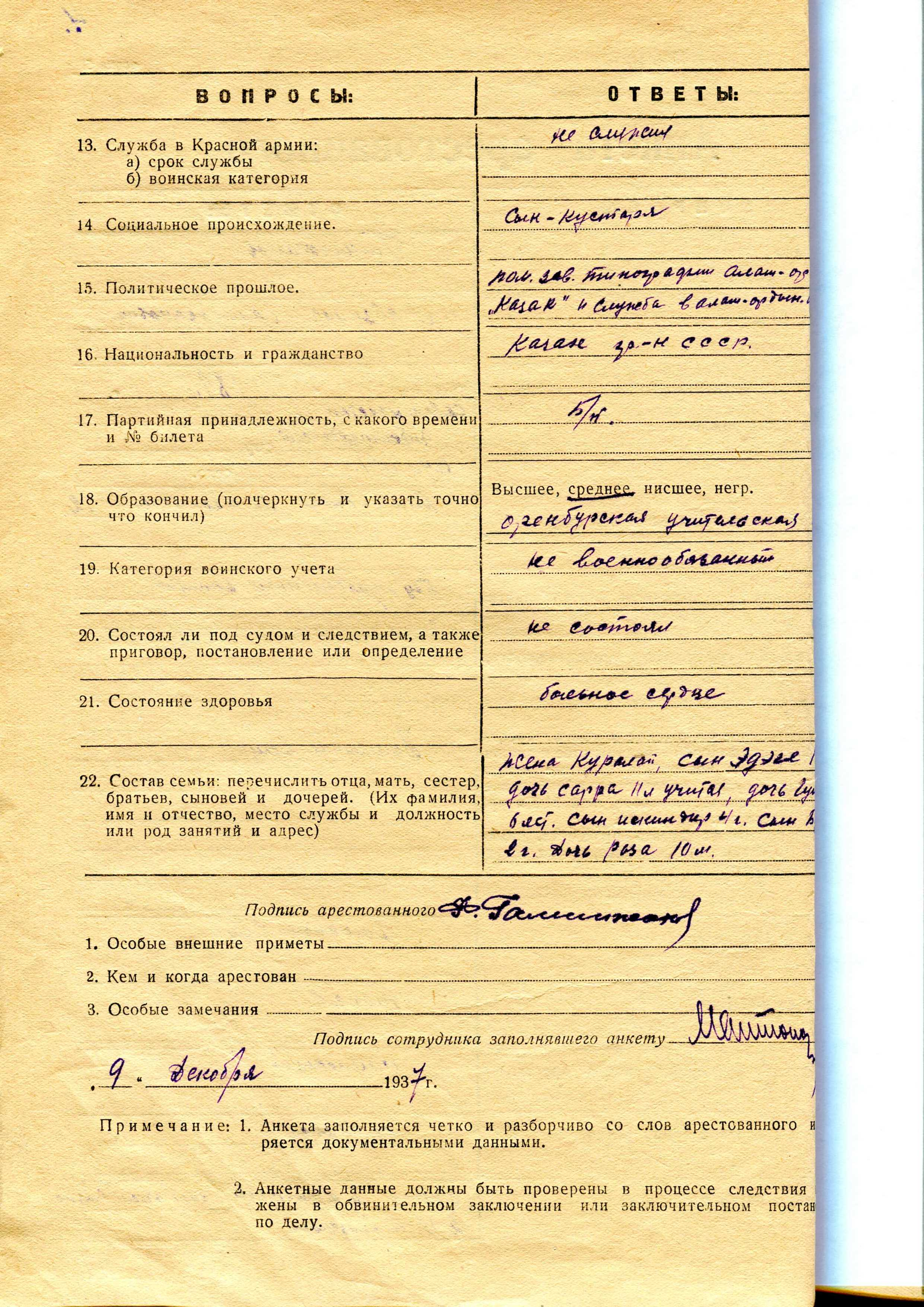
Галимжанов Файзулла Анкета арестованного 09.12.1937 2-я страница

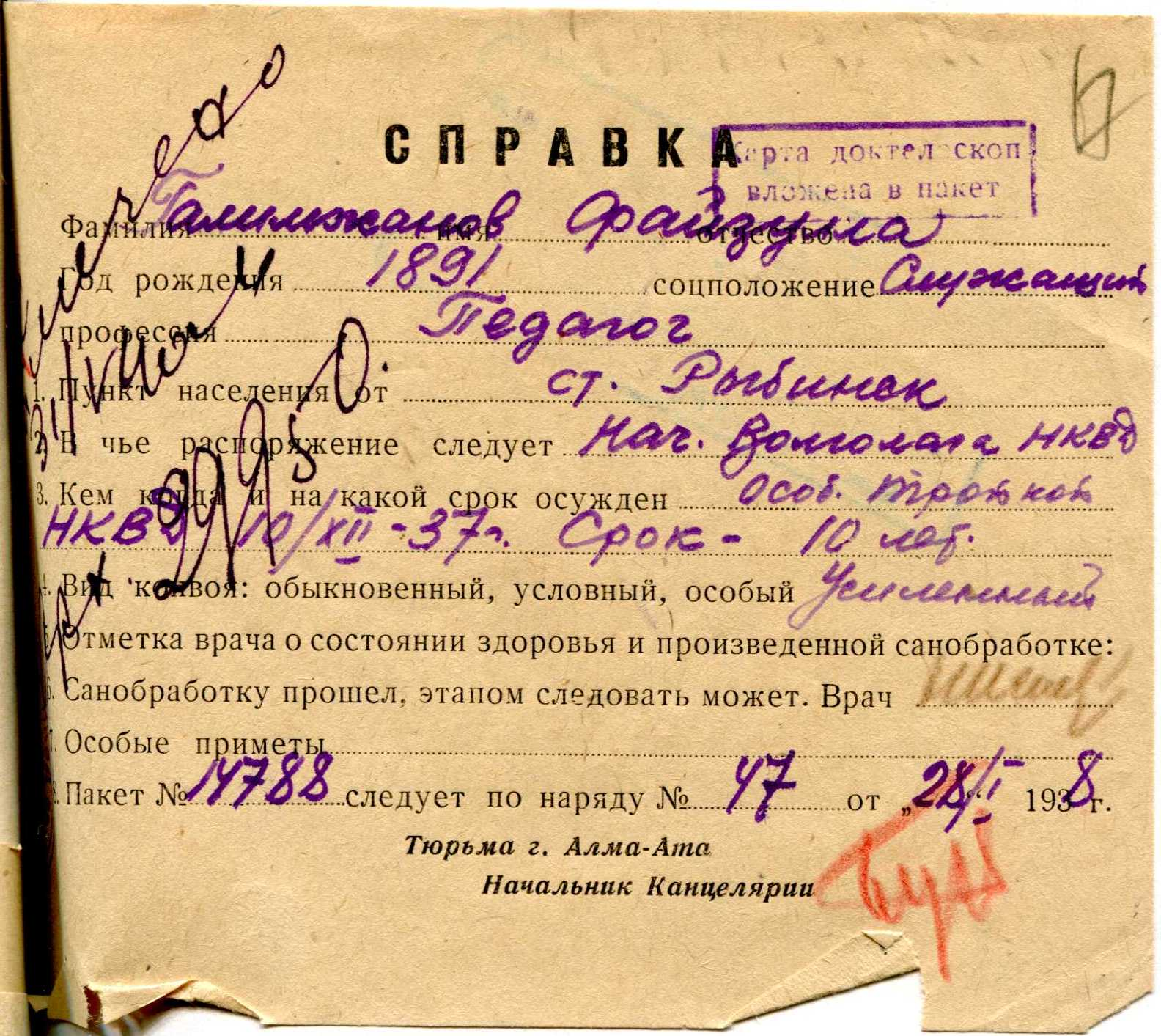
28/01/1938 путёвка На Этап в ВолгоЛАГ/Рыбинск

Файзулла Галимжанов подвергся репрессиям по политическим мотивам:
Упомянут в книге Сакена Сейфулина «Тар Жол Тайғак кешұу» в числе подписавших вышеуказанное антибольшевистское обращение в газете «Қазақ» от 14.11.1917 г.
Летом 1937 г. был обвинён работниками и учащимися, членами партии и комсомольцами.
11.08.1937 г. приказом по Казпединституту № 1-99 уволен как не имеющий вузовского образования (ЦГА в г. Алматы, фонд 1142.опись 1.дело 35, л.159).
Упоминается в протоколах собраний парторганизации Казпединститута с августа по октябрь 1937 г., с формулировками «активный алаш-ордынец», «разоблачённая алаш-ордынская контрреволюция», «разоблачённые национал-фашисты», «враг народа», «враждебный антисоветский элемент», «заклятый враг народа», «вредитель» (в связи с участием в переводе КНИИМЛ «Вопросов ленинизма» И. В. Сталина), «ставленник Жургенева и Бекжанова» (Архив Президента РК фонд 448 опись 1, дело 7a).
Вслед за расстрелом 8.12.1937 г. Ахмета Байтурсынова, 9.12.1937 г. был арестован Файзулла Галимжанов, и на следующий день, заседанием тройки УНКВД, осуждён по статье 58-10 УК РСФСР к заключению в исправительно-трудовом лагере сроком на 10 лет. Обвинялся в том, что «Участвовал в карательном отряде Алаш-Орды», а также проводил активную контрреволюционную, националистическую работу в учебных заведениях в г.Ташкенте и в г. Алма-Ате (архивное уголовное дело № 05526, фонд№ 20, архивная справка ИАЦ ДВД г. Алматы № 19-6-80/2386 от 12.05.2016 г.).
После 28.01.1938 г. под усиленным конвоем отправлен по этапу в г. Рыбинск в распоряжение начальника Волголага НКВД.
20.02.1938 прибыл в Ярославскую обл. РФ, Волголаг НКВД (г. Рыбинск) отдельный Щекснинский карьерный участок ГКК). Отбывал наказание в Шекснинском и Мологском районах и на строительстве Угличского гидроузла. В те же дни из НКВД пришли и за женой Файзуллы — Куралай, но по-видимому сжалились увидев шестеро детей, чекист сделал вид что в ордере ошибка то ли в адресе то ли в фамилии и ушёл выяснять. Смертельно испуганная Куралай отвела старших детей домой к Галиулле, где его уже осиротевшие двое детей-подростков ещё не знали о судьбе отца, а сама с младшими приютилась у сестры — певицы Жамал Омаровой. Избежав так путёвки в АЛЖИР, она спустя несколько дней собрала шестерых детей, и далеко обходя патрули, отправилась в многолетние скитания.
14.03.1942 г. Файзулла Галимжанов поступил на излечение в центральный лазарет № 2, где в возрасте 51 год, умер 19.04.1942 г., с шаблонным диагнозом «авитаминоз при явлениях упадка сердечной деятельности», то есть от голода. В тот же день похоронен на Угличском кладбище (ИЦ УМВД по Ярославской обл. РФ, фонд № 26, арх.№ 154977). Общие могилы на окраине городского кладбища Углича — ямы в которых хоронили зеков умиравших зимой и весной 1942 г. по нескольку десятков в день, ничем не помечены, и, по-видимому, частично застроены гаражами.

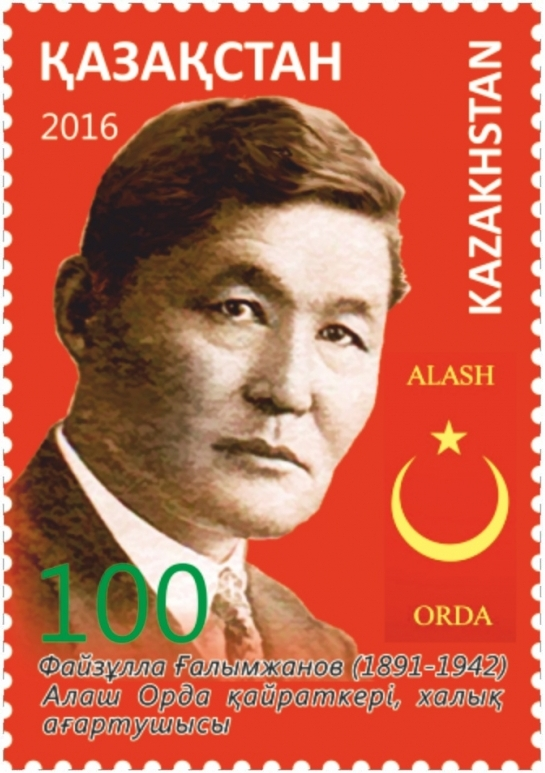

Файзулла Галимжанов реабилитирован постановлением президиума Алма-Атинского областного суда от 27.07.1957 г.

## Память
В 2016 году выпущена памятная марка республики Казахстан.

## Комментарии
1. ↑  Современное название — посёлок Когам района Биржан сал Акмолинской области Казахстана, в окрестностях Бурабай.